# Ruppichteroth (Altgemeinde)

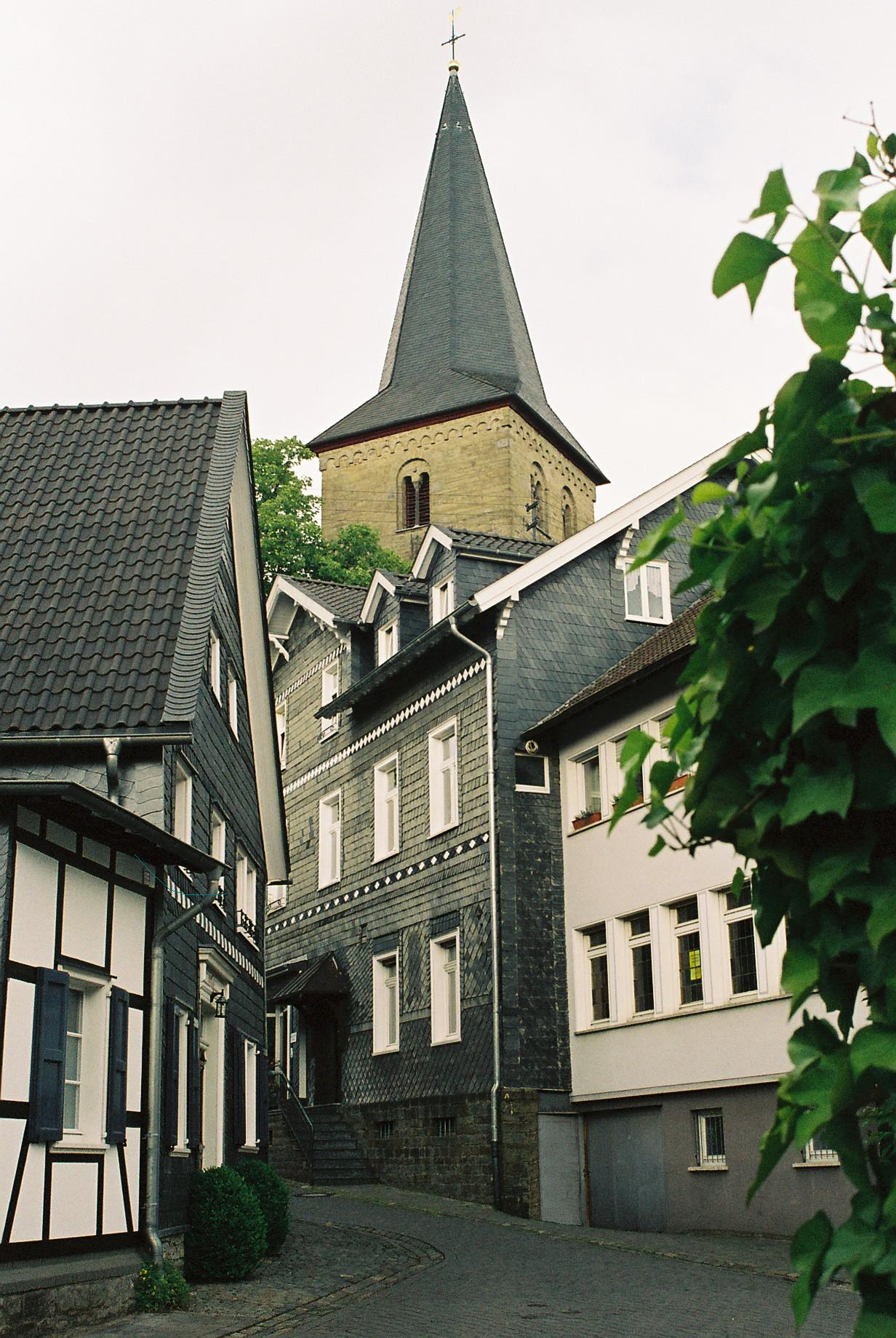
Der alte Ortskern des Hauptortes Ruppichteroth

Die ehemalige Gemeinde Ruppichteroth bildete mit der Gemeinde Winterscheid die Bürgermeisterei Ruppichteroth. Sie hatte 3895 ha Fläche, davon 1395 ha Acker-, 318 ha Wiesen- und 1600 ha Waldfläche.
Die Gemeinde hatte 1885 53 Wohnplätze mit 703 Wohngebäuden (einschließlich unbewohnter) und 649 Haushaltungen.

## Ortsteile
Neben dem Hauptort Ruppichteroth gehörten zur Altgemeinde die Orte Ahe, Bacherhof, Berg, Bölkum, Bornscheid, Buch, Damm, Ennenbach, Etzenbach, Felderhoferbrücke, Fußberg, Gießelbach, Hänscheid, Hambuchen, Harth, Hau, Heide, Herrenbröl, Hodgeroth, Hove, Huppach, Ifang, Junkersaurenbach, Jünkersfeld, Kämerscheid, Kammerich, Kesselscheid, Köttingen, Krahwinkel, Kuchem, Millerscheid, Mittelsaurenbach, Neuenhof bei Ruppichteroth, Niederlückerath, Niederprobach, Niedersaurenbach, Oberlückerath, Oeleroth, Pulvermühle, Retscheroth, Rose, Rotscheroth, Scheid, Schmitzhöfgen, Schneppe, Schönenberg, Stein, Straße, Stranzenbach, Velken, Wingenbach und Wingenbachermühle.

## Einwohner
Die Gemeinde Ruppichteroth hatte 1885 3016 Einwohner (1482 Männer und 1534 Frauen). In der Gemeinde gab es 2163 Katholiken, 827 evangelische und 26 jüdische Einwohner.
| Jahr | Einwohner |
| ---- | --------- |
| 1816 | 2.464     |
| 1843 | 3.065     |
| 1871 | 3.360     |
| 1905 | 2.843     |
| 1961 | 4.352     |